# بلهكة داشلي (شيخ موسي)
بلهکة داشلي (بالفارسية: بهلکه‌داشلی) هي قرية تقع في إيران في قسم شیخ موسي الريفي. يقدر عدد سكانها بـ 1077 نسمة بحسب إحصاء 2016.